# 兴隆镇 (牡丹江市)
兴隆镇，是中华人民共和国黑龙江省牡丹江市东安区下辖的一个镇。
2013年10月23日，黑龙江省民政厅批复同意将东安区行政区划内兴隆街道办事处所辖的河西村、大湾村、岭东村、桥头村、东村村、东胜村、西村村、迎门山村、大团村、小团村、跃进村十一个村和牡丹峰社区设为兴隆镇，隶属东安区管辖，兴隆镇人民政府驻河西村。江南村、兴隆村、乜河村、中乜河村、下乜河村、胜利村6个村和绿地、兴隆、兴隆二社区等3个社区划归新安街道办事处管辖。

## 行政区划
兴隆镇下辖以下地区：
牡丹峰社区、大湾村、大团村、小团村、跃进村、东村、东胜村、西村、迎门山村、桥头村、岭东村和河西村。